# TT289
| s | t · U30 | A | Z7 | D6 | A51 |

| s | t · U30 | A | Z7 | D6 | A51 |

| sw | zA | n | k · S | T14 | N25 |

| sw | zA | n | k · S | T14 | N25 |

TT289 (Theban Tomb 289) è la sigla che identifica una delle Tombe dei Nobili ubicate nell'area della cosiddetta Necropoli Tebana, sulla sponda occidentale del Nilo dinanzi alla città di Luxor, in Egitto. Destinata a sepolture di nobili e funzionari connessi alle case regnanti, specie del Nuovo Regno, l'area venne sfruttata, come necropoli, fin dall'Antico Regno e, successivamente, sino al periodo Saitico (con la XXVI dinastia) e Tolemaico.

## Titolare
TT289 era la tomba di:
| Titolare | Titolo                                                                          | Necropoli       | Dinastia/Periodo         | Note |
| -------- | ------------------------------------------------------------------------------- | --------------- | ------------------------ | ---- |
| Setau    | Viceré di Kush; Supervisore delle terre meridionali; Capo degli arcieri di Kush | Dra Abu el-Naga | XIX dinastia (Ramses II) |      |

## Biografia
Sono noti il nome del padre, Sywazit, e della moglie, Nefertmut, Capo dell'harem di Nekhbet. Da altre fonti è invece noto il nome della madre, An, Cantatrice di Amon.
Setau ricoprì, nella seconda metà del regno di Ramses II, la carica di viceré di Nubia. Una lunga biografia, recante i molteplici incarichi ricoperti, si trova nel tempio di Wadi es-Sebua, nella Bassa Nubia, fatto erigere da Setau in onore di Ramses II intorno all’anno 44° di regno del faraone; nel cortile dello stesso tempio, undici stele, oggi al Museo del Louvre, compongono una biografia ancor più completa e sono sintomatiche delle complesse attività devolute al Viceré di Nubia A Setau si deve, inoltre, il restauro del Tempio rupestre di Ellesija, oggi al Museo Egizio di Torino.

## La tomba
TT289 presenta una struttura planimetrica complessa costituita da più locali: ad un primo corridoio (A in planimetria), da cui si diparte, verso sud una parte non ultimata, segue una sala rettangolare (B) su cui si aprono due camere laterali (C-D non ultimata) e un passaggio che adduce ad un'anticamera non ultimata (E). Una breve scala immette in una sala rettangolare (F) e un breve corridoio in un'altra sala rettangolare su cui si aprono quattro camere laterali (H-K-L-I); un secondo corridoio adduce a una sala più interna (M) su cui si apre una camera quadrata (N).
Nel corridoio d'accesso (A) la rappresentazione di un sarcofago (1), con tracce di testi. Nella sala "E": un uomo adora il defunto (2) e il defunto e la moglie assisi (3). Sulla parete opposta (4) una figura femminile alata, non meglio identificabile, fronteggia il defunto e la moglie; sulla parete non ultimata il defunto, a sinistra, e la moglie, a destra, in ginocchio adorano il pilastro Djed. Sulle pareti della sala "F": la processione funeraria (6) con il traino del sarcofago, su cui è posato il ba del defunto, a cura di preti e parenti del defunto; segue la rappresentazione del dio Thot che offre rotoli di testo al defunto. Su altre pareti (da 8 a 11) scene dal Libro delle Porte con il defunto e la moglie accompagnati da Thot e da Horus alla presenza di Harsiesi (?). Nel corridoio, tra la sala "F" e la "G", doppia scena del defunto che adora Anubi. Nella sala "G": doppia scena con il defunto e la moglie seduti e un uomo dinanzi ai due. Distribuite sulle altre pareti (14-15-16), scene del Libro delle Porte, tra queste una in cui il defunto, inginocchiato nei pressi di un albero, beve dalle sue mani; nelle sale laterali (H-K-L-I): scene di divinità e del defunto in presenza di divinità non identificabili (17-18-19-20). Nella sala più interna "M": su tre registri sovrapposti (21-22), scene della processione funeraria diretta alla dea dell'Occidente (Mertseger). Su altra parete (23), in due registri, il defunto dinanzi ai Figli di Horus e ad altre divinità tra cui l'uccello Benu, e il defunto e la moglie in adorazione di Osiride. Sulla parete corta opposta (24) un lungo serpente in alto; più sotto, su due registri, il defunto e la moglie inginocchiati in adorazione dei quattro figli di Horus e di altre divinità, nonché preti officianti dinanzi al defunto e alla moglie. Su altra parete (25), il defunto in compagnia del suo ba, in presenza di Anubi rappresentato come sciacallo e dell'emblema di Nefertum; in due scene il defunto e la moglie adorano Osiride. Un breve corridoio, sulle cui pareti (26) sono scarsi resti di testi, adduce alla camera "N"; sulle pareti: il defunto e la moglie adorano Thot (27) e il defunto, la moglie e la madre (di cui non è indicato il nome) dinanzi a una tavola per offerte in adorazione di Osiride, Iside e Nephtys. Sulla parete opposta il defunto e la moglie adorano Thot (28) e il defunto e la moglie in presenza di Anubi. Sulla parete di fondo (29), in due scene, il defunto dinanzi a Osiride e Anubi. Sul soffitto tracce di testi dedicatori. Per la piramide associata si veda la TT288.
Nella tomba vennero rinvenuti:
- frammenti di un sarcofago in granito con testi intitolati al defunto;
- coperchio di sarcofago della moglie, Nefertmut, con le immagini di Thot e Imset;
- la parte superiore di una stele con testi dedicatori del defunto in qualità di capo degli arcieri di Kush venne rinvenuta nel cortile della tomba TT283, reperti oggi conservati presso il Philadelphia Museum of Art (cat. 29.87.449).

### Annotazioni
1. ↑  La numerazione dei locali e delle pareti segue quella di Porter e Moss 1927, p. 370.
2. ↑  Letteralmente: Figlio del Re in Kush
3. ↑  La prima numerazione delle tombe, dalla numero 1 alla 252, risale al 1913 con l'edizione del "Topographical Catalogue of the Private Tombs of Thebes" di Alan Gardiner e Arthur Weigall. Le tombe erano numerate in ordine di scoperta e non geografico; ugualmente in ordine cronologico di scoperta sono le tombe dalla 253 in poi.
4. ↑  I campi della Duat, ovvero l'aldilà egizio, si trovavano, secondo le credenze, proprio sulla riva occidentale del grande fiume.
5. ↑  Nella sua epoca di utilizzo, l'area era nota come "Quella di fronte al suo Signore" (con riferimento alla riva orientale, dove si trovavano le strutture dei Palazzi di residenza dei re e i templi dei principali dei) o, più semplicemente, "Occidente di Tebe".
6. ↑  le Tombe dei Nobili, benché raggruppate in un'unica area, sono di fatto distribuite su più necropoli distinte.
7. ↑  Le note, sovente di inquadramento topografico della tomba, sono tratte, fino alla TT252, dal "Topographical Catalogue" di Gardiner e Weigall, ed. 1913 e fanno perciò riferimento alla situazione dell'epoca.
8. ↑  Setau frequentò la scuola reale tanto che nella sua biografia riporta: "…ero uno che il suo Signore fece istruire come Guardia del Palazzo. Sono cresciuto nella dimora reale… mi è stato offerto pane e birra dai pasti del re. Sono uscito dalla scuola come scriba e sono stato nominato Capo degli scribi del Visir: ho riportato la valutazione dell’intera terra su pergamena; un compito che ho trasformato nel mio compito…". Venne successivamente promosso Sovrintendete di Amon e, quindi, Sovrintendente del Tesoro, Responsabile delle cerimonie di Amon e, infine, Viceré di Nubia, o Principe di Kush.
9. ↑  Setau, che seguì nella carica Howy, resse l’incarico dall’anno 38 all’anno 63 di regno di Ramses II.
10. ↑  I lavori per la costruzione del tempio di Wadi es-Sebua, come rilevabile dai testi delle stele e confermato nella biografia di Ramose (TT7), ufficiale dell’esercito regio, risalente all’anno 44° di regno di Ramses II, vennero quasi esclusivamente svolti da prigionieri di guerra, in special modo libici. Analogamente da bottino di guerra vennero tratti i fondi per la realizzazione. Proprio la scarsa professionalità dei lavoratori impiegati fece sì che gli edifici da lui realizzati fossero di qualità scadente

### Fonti
1. 1 2  Porter e Moss 1927,  p. 369.
2. ↑  Gardiner e Weigall 1913.
3. ↑  Donadoni 1999,  p. 115.
4. ↑  Porter e Moss 1927, p. 369.
5. ↑  Tyldesley 2003.
6. 1 2 3  Oakes 2003, p. 203.
7. ↑  Tyldesley 2003, p. 167.
8. ↑  Tyldesley 2003, p. 168.
9. ↑  Curto 1999.
10. ↑  Porter e Moss 1927,  pp. 369-371.